# سلسلة المختلفة: المخلصة
سلسلة المختلفة: المخلصة هو فيلم حركة تم إنتاجه في المخلصة وصدر في سنة 2016. الفيلم من إخراج روبرت سشينتكى وكتابة فيرونيكا روث. من بطولة شايلين وودلي وثيو جيمس ومايلز تيلر وجيف دانييلز واوكتافيا سبنسر.

## القصة
استكمالًا لأحداث الجزء الثاني من السلسلة، تهرب تريس مع فور خلف الحائط القريب من مدينة شيكاجو، تاركين مدينتهما وعائلاتهما بهدف البحث عن حل للمدينة المتورطة، وعليهما اتخاذ قرارهما بالوثوق في بعضهما البعض وإنقاذ مدينتهما والعالم من وراءهما، بتخليصهم من السلطة الغاشمة التي عملت على تقسيمهم لسنوات من خلال تلك المواجهة.

## الميزانية والإيرادات
بلغت تكلفة إنتاج الفيلم حوالي 110 مليون دولار بينما حقق إيرادات تقدر بـ 179.2 مليون دولار.

## وصلات خارجية
- سلسلة المختلفة: المخلصة على موقع IMDb (الإنجليزية)
- سلسلة المختلفة: المخلصة على موقع ميتاكريتيك (الإنجليزية)
- سلسلة المختلفة: المخلصة على موقع روتن توميتوز (الإنجليزية)
- سلسلة المختلفة: المخلصة على موقع نتفليكس (الإنجليزية)
- سلسلة المختلفة: المخلصة على موقع قاعدة بيانات الأفلام العربية
- سلسلة المختلفة: المخلصة على موقع ألو سيني (الفرنسية)
- سلسلة المختلفة: المخلصة على موقع Turner Classic Movies (الإنجليزية)
- سلسلة المختلفة: المخلصة على موقع أول موفي (الإنجليزية)
- سلسلة المختلفة: المخلصة على موقع بوكس أوفيس موجو (الإنجليزية)
- سلسلة المختلفة: المخلصة على موقع فيلمافينيتي (الإسبانية)